# Frente de Liberación Animal
El Frente de Liberación Animal (ALF) es una organización clandestina internacional sin líderes que realiza acciones directas en nombre de los derechos de los animales. Los activistas extraen animales de laboratorios y granjas y en ocasiones también operan santuarios donde viven los animales.
Los grupos del ALF operan clandestinamente en más de 40 países, y consisten en pequeños grupos de amigos y, a veces, solo una persona, lo que dificulta la represion por parte de las "autoridades" (al servicio de los que maltratan animales)  Robin Webb, de la Oficina de Prensa de Liberación Animal británica ha dicho: «Es por eso que el ALF no se puede destruir, no te puedes infiltrar en él, no lo puedes detener. Vosotros, todos y cada uno de vosotros sois el ALF».
Los activistas dicen que el movimiento no es violento. Según el código del ALF, cualquier acto que fomente la causa de la liberación animal, donde se tomen todas las precauciones razonables para no dañar la vida humana o no humana, puede reclamarse como una acción del ALF. El activista estadounidense Rod Coronado dijo en 2006: «Una cosa que sé que nos separa de las personas que constantemente nos acusan de ser terroristas es el hecho de que no hemos hecho daño a nadie».

## Orígenes

### Banda de Misericordia
Las raíces del FLA se remontan a diciembre de 1963, cuando el periodista británico John Prestige fue a cubrir un evento de caza del Devon and Somerset Staghounds, donde observó a los cazadores perseguir y matar a un venado preñado. En protesta, formó la Hunt Saboteurs Association (HSA), que evolucionó en grupos de personas voluntarias entrenadas para engañar a los perros de las cacerías soplando cuernos y poniendo falsos olores.
El escritor Noel Molland escribe que en 1971 un estudiante de Derecho de Luton llamado Ronnie Lee formó uno de estos grupos de la HSA. En 1972, Lee y su compañero activista Cliff Goodman decidieron que se necesitaban tácticas más militantes. Recuperaron el nombre de un grupo de jóvenes de la RSPCA del siglo XIX, y con media docena de activistas fundaron la Banda de la Misericordia (The Band of Mercy), que atacó a los vehículos de los cazadores rompiendo neumáticos y ventanas, intentando detener la caza incluso antes de haber empezado.
En 1973, la Banda se enteró de que Hoechst Pharmaceuticals estaba construyendo un laboratorio de investigación cerca de Milton Keynes. El 10 de noviembre de 1973, dos activistas prendieron fuego al edificio, causando daños por valor de 26 000 £ y regresaron seis días después para incendiar lo que quedaba de él. Fue el primer incendio premeditado conocido del Movimiento de liberación animal. En junio de 1974, dos activistas de la Banda prendieron fuego a los barcos que participaban en la caza de focas anual frente a las costas de Norfolk, que según Molland fue la última vez que tuvo lugar el sacrificio. Entre junio y agosto de 1974, la Banda realizó ocho redadas contra laboratorios de experimentación con animales y contra criadores de pollos y armerías, dañando edificios y vehículos. Su primer acto de "liberación animal" tuvo lugar durante el mismo período cuando los activistas liberaron a media docena de conejillos de Indias de una granja en Wiltshire. Tras la acción el dueño cerró el negocio, temiendo nuevos ataques. Entonces, como ahora, el uso de la violencia contra la propiedad provocó una división dentro del movimiento incipiente. En julio de 1974, la Hunt Saboteurs Association ofreció una recompensa de 250£ por información que llevara a la identificación de la Banda de la Misericordia, diciendo a la prensa: "Aprobamos sus ideales, pero nos oponemos a sus métodos".

### Construcción del FLA
En agosto de 1974 , Lee y Goodman fueron arrestados por participar en una incursión en un laboratorio de animales de Oxford en Bicester, lo que les valió el apodo de "los dos de Bicester". Manifestaciones diarias tuvieron lugar fuera del tribunal durante el juicio. El diputado laborista local, Ivor Clemitson, fue uno de sus seguidores. Fueron condenados a tres años de prisión, durante los cuales Lee participó en la primera huelga de hambre del movimiento, con el fin de obtener ropa y comida vegana. Tras 12 meses fueron puestos en libertad condicional. En la primavera de 1976 Lee parecía más militante que nunca. Reunió a los activistas restantes de la Banda y a dos docenas de nuevos reclutas, siendo unos 30 en total. Molland escribe que el nombre Banda de la Misericordia no encajaba como la descripción de lo que Lee vio como un movimiento revolucionario. Lee quería un nombre que acechara a los que usaban animales, según Molland. Así nació el Frente de Liberación Animal.

## Estructura y objetivos

### Clandestina y pública
El movimiento tiene componentes clandestinos y  componentes públicos. Es una organización completamente descentralizada sin una jerarquía formal, lo que sirve de cortafuegos el tratar la responsabilidad legal. Se espera que los voluntarios se adhieran a los objetivos declarados del FLA cuando usen su estandarte: 

- Infligir daño económico a aquellos que se benefician de la miseria y la explotación de animales.
- Liberar animales de lugares de abuso, es decir, laboratorios, granjas industriales, granjas de pieles, etc., y colocarlos en buenos hogares donde puedan vivir su vida natural, libres del sufrimiento.
- Revelar el horror y las atrocidades cometidas contra los animales tras puertas cerradas, realizando acciones directas y liberaciones no violentas.
- Tomar todas las medidas necesarias para evitar el daño a cualquier animal, humano y no humano.
- Cualquier grupo de personas veganas o vegetarianas que lleven a cabo acciones de acuerdo con las directrices del FLA tienen derecho a considerarse a sí mismos como parte del FLA.

Existen varios grupos públicos para apoyar a voluntarios encubiertos. El Animal Liberation Front Supporters Group (ALF SG) apoya a activistas en la cárcel como presos de conciencia; cualquiera puede unirse al ALFSG por una pequeña aportación mensual. El Vegan Prisoners Support Group, creado en 1994 cuando el activista británico Keith Mann fue encarcelado por primera vez, trabaja con las autoridades penitenciarias en el Reino Unido para garantizar que los presos de ALF tengan acceso a suministros veganos. El Animal Liberation Press Office recibe y publica comunicados anónimos de voluntarios; funciona como un grupo ostensiblemente independiente financiado por donaciones públicas, aunque el Tribunal Superior de Londres dictaminó en 2006 que su encargado de prensa en el Reino Unido, Robin Webb, era una figura fundamental en el FLA.
Hay tres publicaciones asociadas con el FLA:
- Arkangel es una revista bianual británica fundada por Ronnie Lee.
- Bite Back es un sitio web donde los activistas envían comunicados de responsabilidad. En 2005 publicó un "Informe de Acción Directa" en el que establecían que solo en 2004, los activistas de ALF habían liberado a 17262 animales y habían realizado 554 actos de vandalismo e incendio premeditado.
- No Compromise es un sitio web con sede en San Francisco que también informa sobre las acciones del FLA.[10]

### Filosofía de acción directa
Los activistas del FLA argumentan que los animales no deben ser vistos como propiedad, y que los científicos y la industria no tienen derecho a asumir la propiedad de seres vivos que son "sujetos-de-una-vida" en palabras del filósofo Tom Regan. En la visión del FLA, no reconocer esto es un ejemplo de especismo -la atribución de diferentes valores a los seres en función de su pertenencia a determinada especie- y que argumentan es tan éticamente reprochable como el racismo o el sexismo. Rechazan la posición bienestarista animal de que se necesita un tratamiento más humano para los animales; dicen que su objetivo es vaciar las jaulas, no hacerlas más grandes. Los activistas argumentan que los animales que extraen de los laboratorios o granjas son "liberados", no "robados", porque nunca fueron legítimamente poseídos desde el principio.
Aunque los miembros de ALF rechazan la violencia contra las personas, muchos activistas apoyan los ataques a la propiedad, comparando la destrucción de laboratorios de animales y otras instalaciones con los combatientes de la resistencia que destruían las cámaras de gas en la Alemania nazi. Su argumento en favor del sabotaje es que los animales liberados de un laboratorio serán reemplazados rápidamente, pero si el laboratorio mismo es destruido, no solo se ralentiza el proceso de reabastecimiento, sino que aumenta los costes, haciendo la experimentación con animales prohibitivamente cara; alentando así la búsqueda de alternativas. Un activista del FLA implicado en un incendio provocado en la Universidad de Arizona dijo  en No Compromise en 1996: «Es lo mismo que los  abolicionistas que lucharon contra la esclavitud quemando los edificios de las subasta ... A veces, cuando liberas animales y no haces nada más, tal vez ese no sea un mensaje tan fuerte». Muchas de las tácticas utilizadas son compartidas con movimientos como Frente de Liberación de la Tierra y se detallan en libro como Ecodefensa.
El compromiso contra la violencia física en el código del FLA ha desencadenado divisiones dentro del movimiento y acusaciones de hipocresía por parte de los críticos de ALF. En 1998, el experto en terrorismo Paul Wilkinson llamó al FLA y a sus grupos escindidos "la amenaza terrorista nacional más grave en el Reino Unido". En 1993, el FLA fue incluida en una lista como una organización que "afirmó haber perpetrado actos de extremismo en los Estados Unidos" en el Informe al Congreso sobre el Alcance y los Efectos del Terrorismo Interno e Internacional en las Empresas de Animales. Fue nombrado como una amenaza terrorista por el Departamento de Seguridad Nacional de EE. UU. en enero de 2005. En marzo de 2005, un discurso de la División de Contraterrorismo del FBI declaró que: "El movimiento  eco-terrorista ha dado lugar y notoriedad a grupos como el Frente de Liberación Animal y el Frente de Liberación de la Tierra. Estos grupos existen para cometer actos graves de vandalismo y hostigar e intimidar a los propietarios y empleados del sector empresarial ". En audiencias celebradas el 18 de mayo de 2005 ante un panel del Senado, funcionarios del FBI y del Departamento de Alcohol, Tabaco, Armas de Fuego y Explosivos declararon que "los extremistas de los derechos animales y los terroristas ecológicos ahora representan una de las amenazas terroristas más graves para la nación ". El uso de la etiqueta terrorista ha sido sin embargo criticada. El Southern Poverty Law Center, que rastrea el extremismo doméstico de EE. UU., escribe que "a pesar del daño a la propiedad que han causado, los eco-radicales no han matado a nadie".
Al filósofo Steven Best y al traumatólogo Jerry Vlasak, quienes se ofrecieron como voluntarios para la oficina de prensa de América del Norte, se les prohibió ingresar al Reino Unido en 2004 y 2005 después de hacer declaraciones que parecían apoyar la violencia contra las personas. Vlasak dijo en una conferencia de derechos de los animales en 2003: "No creo que tengas que matar-asesinar a demasiados vivisectores antes de que veas una marcada disminución en la cantidad de vivisección. Y creo que con 5, 10 o 15 vidas humanas, podríamos salvar 1, 2 o 10 millones de animales no humanos. " Best acuñó el término "autodefensa extendida" para describir las acciones llevadas a cabo en defensa de los animales por parte de seres humanos que actúan como sus representantes. Él argumenta que los activistas tienen el derecho moral de participar en actos de sabotaje o incluso de violencia porque los animales no son capaces de defenderse ellos mismos. Best argumenta que el principio de autodefensa extendida refleja los estatutos del código penal conocidos como "necesidad de defensa", que se pueden invocar cuando un acusado cree que el acto ilegal fue necesario para evitar un daño inminente y grave.
La naturaleza clandestina y no jerárquica del FLA hace que el apoyo a Vlasak y Best sea difícil de medir. Un voluntario anónimo entrevistado en 2005 por CBS dijo de Vlasak: "Él no opera con nuestro apoyo o nuestro aprecio, o con el apoyo del FLA. Tenemos un código estricto de no violencia ... No sé quién puso al Dr. Vlasak en la posición que ocupa. No fuimos nosotros, el FLA ".
El filósofo Peter Singer de la Universidad de Princeton ha argumentado que la acción directa del FLA solo puede considerarse como una causa justa si no es violenta, y que el FLA es más efectivo cuando pone en evidencia abusos a animales que otras tácticas no pudieron exponer. Cita la campaña Unnecessary Fuss de 1984, cuando el FLA allanó la clínica de investigación de lesiones craneales de la Universidad de Pensilvania y encontró imágenes que mostraban a los investigadores riéndose del daño cerebral causado a babuinos conscientes. La universidad respondió que el tratamiento a los animales se ajustaba a las directrices del National Institute of Health (NIH), pero como resultado de la publicidad, el laboratorio se cerró y el jefe de veterinarios fue despedido. Barbara Orlans, una ex investigadora de animales del NIH, ahora en el Instituto de Ética Kennedy, escribe que el caso dejó perpleja a la comunidad biomédica y hoy se considera uno de los casos más significativos en la ética del uso de animales en la investigación. Singer argumenta que si el FLA se centrara en este tipo de acciones directas, en lugar de sabotajes, atraería la atención de personas razonables. Frente a esto, Steven Best escribe que las industrias y los gobiernos tienen demasiados prejuicios institucionales y financieros para que la razón prevalezca.
Peter Hughes, de la Universidad de Sunderland, cita una incursión en el Reino Unido en 1988 dirigida por el activista del FLA Barry Horne como un ejemplo de acción directa positiva. Horne y otros cuatro activistas decidieron liberar a Rocky, un delfín que había vivido en una pequeña piscina de cemento en Marineland, Morecambe, durante 20 años, al moverlo de su piscina al mar. La policía los vio llevar una camilla de delfines de construcción casera, y fueron condenados por conspiración para robar, pero continuaron haciendo campaña para la liberación de Rocky. Marineland finalmente acordó venderlo por 120 000£, dinero recaudado con la Born Free Foundation y el Mail on Sunday, y en 1991 Rocky se transfirió a una reserva marina de 320000 metros cuadrados, siendo más tarde liberado. Hughes escribe que la acción del FLA ayudó a crear un cambio de paradigma en el Reino Unido para ver a los delfines como "actores individuales", como resultado de lo cual, escribe, ahora no hay delfines en cautiverio en el Reino Unido.

## Primeras tácticas e ideología
Rachel Monaghan, de la Universidad de Ulster, escribe que solo en su primer año de funcionamiento, el FLA realizó acciones que acabaron con 250 000£ en daños, dirigidas a carnicerías, peleterías, circos, mataderos, criadores y restaurantes de comida rápida. Escribe que la filosofía del FLA era que la violencia solo puede tener lugar contra las formas de vida sentientes, y por lo tanto enfocarse en la destrucción de propiedades y la eliminación de animales de laboratorios y granjas era consistente con una filosofía de no violencia. En 1974, Ronnie Lee insistió en que la acción directa estaba "limitada solo por la reverencia a la vida y el odio a la violencia", y en 1979, escribió que muchas acciones del FLA habían sido canceladas para no poner en riesgo vidas.
Kim Stallwood, un organizador nacional de la Unión Británica para la Abolición de la Vivisección (BUAV) en la década de 1980, escribe que la respuesta del público a las primeras acciones del FLA que liberaron animales fue muy positiva, en gran medida debido a la política de no violencia. Cuando Mike Huskisson liberó a tres beagles de un estudio sobre los efectos del tabaco en junio de 1975, los medios lo describieron como un héroe. Robin Webb escribe que los voluntarios del FLA fueron vistos como los "Robin Hoods" del mundo del bienestar animal.
Stallwood escribe que vieron el activismo de ALF como parte de su oposición al estado, más que como un fin en sí mismo, y no quería adherirse a la no violencia. A principios de la década de 1980, el BUAV, un grupo anti-vivisección fundado por Frances Power Cobbe en 1898, estaba entre los partidarios del FLA. Stallwood escribe que donó parte del espacio de su oficina de forma gratuita al Grupo de Apoyo del FLA y dio al FLA un soporte acrítico en su periódico The Liberator. En 1982, un grupo de activistas del FLA, incluido Roger Yates, ahora sociólogo de University College, Dublín, y Dave McColl, director de Sea Shepherd Conservation Society, se convirtieron en miembros del comité ejecutivo de BUAV. y usaron su posición para impulsar la organización. Stallwood escribe que la nueva ejecutiva creía que todas las acciones políticas eran una pérdida de tiempo, y quería que el BUAV dedicara sus recursos exclusivamente a la acción directa. Mientras que los primeros activistas se habían comprometido a rescatar animales yerradicar la propiedad privada solo cuando contribuyera a la acción política, a mediados de la década de 1980, Stallwood en un arranque de envidia y lambisconeria con el sistema creía que el FLA había perdido su base ética y se había convertido en una oportunidad para supuestos "inadaptados y misántropos que buscan una venganza personal por alguna injusticia social percibida". Escribe: "¿Dónde estaba el inteligente debate sobre tácticas y estrategias que iba más allá de la retórica sin sentido y el elitismo emocional que impregna gran parte de la literatura de acción directa autoproducida? En resumen, ¿qué había sucedido con los intereses de los animales?". En 1984, la junta del BUAV votó a regañadientes a expulsar al Grupo de Apoyo del FLA de sus instalaciones y retirar su apoyo político, después de lo cual, escribe Stallwood, el FLA se volvió cada vez más aislado.

### Desarrollo de la ALF en los Estados Unidos
Hay relatos contradictorios sobre cuándo apareció por primera vez el FLA en los Estados Unidos. El FBI escribe que los activistas por los derechos de los animales que tenían un historial de cometer acciones directas en los EE. UU. datan de la década de 1970. Freeman Wicklund y Kim Stallwood dicen que la primera acción del FLA fue el 29 de mayo de 1977, cuando los investigadores Ken LeVasseur y Steve Sipman lanzaron dos delfines, Puka y Kea, al océano desde el Laboratorio de Mamíferos Marinos de la Universidad de Hawái. La Oficina de Prensa del FLA de América del Norte atribuye la liberación de delfines a un grupo llamado Undersea Railroad, y dice que la primera acción del FLA fue una accion en el Centro Médico de la Universidad de Nueva York el 14 de marzo de 1979, cuando los activistas liberaron un gato, dos perros y dos conejillos de indias.
Kathy Snow Guillermo escribe en Monkey Business que la primera acción del FLA fue la liberación, el 22 de septiembre de 1981, de los Silver Spring monkeys, 17 monos de laboratorio bajo la custodia legal de People for the Ethical Treatment of Animals (PETA), después de que un investigador que había estado experimentando con ellos fuese arrestado por presuntas violaciones de la legislación sobre crueldad. Cuando la corte dictaminó que los monos serían devueltos al investigador, misteriosamente desaparecieron, solo para reaparecer cinco días después, cuando PETA supo que una acción legal contra el investigador no podía continuar sin los monos como evidencia. Ingrid Newkirk, la presidenta de PETA, escribe que la primera célula del FLA se creó a finales de 1982, después de que un oficial de policía al que llamaban "Valerie" reaccionara a la publicidad provocada por el caso de los monos de Silver Spring, y volase a Inglaterra para ser entrenado por el FLA. Presentándose como reportera, Valerie se puso en contacto con Ronnie Lee a través de Kim Stallwood, quien en ese momento trabajaba para la BUAV. Lee la dirigió a un campo de entrenamiento, donde le enseñaron cómo ingresar a los laboratorios. Newkirk escribe que Valerie regresó a Maryland y estableció una célula del FLA, con la primera incursión el 24 de diciembre de 1982, contra la Howard University, donde se extrajeron 24 gatos, algunos con las patas traseras lisiadas. Jo Shoesmith, un abogado estadounidense y activista de los derechos de los animales, dice que el relato de Newkirk de "Valerie" no es solo ficción, como reconoce Newkirk, sino que es totalmente ficticio.
Dos acciones iniciales del FLA consiguieron el cierre de varios estudios en universidades. El 28 de mayo de 1984, una acción en el Laboratorio de Lesiones Craneales de la Universidad de Pensilvania causó 60000$ en daños y consiguió 60 horas de video de investigadores riéndose mientras causaban lesiones cerebrales a las monos. Las cintas fueron entregadas a PETA, quien produjo un documental de 26 minutos llamado Unnecessary Fuss. La clínica de lesiones craneales se cerró y el jefe de veterinarios de la universidad fue despedido.
El 20 de abril de 1985, actuando bajo el aviso de un estudiante, el FLA allanó un laboratorio en la Universidad de California, Riverside, causando 700 000$ en daños y liberación de 468 animales. Estos incluían a Britches, un macaco de cinco semanas de edad, que había sido separado de su madre al nacer y se quedó solo con los ojos cerrados y un dispositivo de sonar en la cabeza como parte de un estudio sobre la ceguera. Tras la incursión, que fue grabada por el FLA, ocho de los diecisiete proyectos de investigación activos del laboratorio fueron cerrados, y la universidad dijo que se perdieron años de investigación médica. La redada incitó a James Wyngaarden, director del Instituto Nacional de Salud, a argumentar que los allanamientos deben considerarse como actos de terrorismo.

### Milicia de los derechos de los animales y Departamento de Justicia
Monaghan escribe que, alrededor de 1982, hubo un cambio notable en la posición no violenta, y no aprobado por todos en el movimiento. Algunos activistas comenzaron a hacer amenazas personales contra individuos, seguidas de cartas bomba y amenazas de contaminar alimentos, lo que representa otro cambio más para amenazar al público en general, en lugar de objetivos específicos.
En 1982, se enviaron cartas bomba a los líderes de los cuatro principales partidos del Reino Unido, incluida la primera ministra Margaret Thatcher. El primer gran susto alimenticio ocurrió en noviembre de 1984, con el FLA reclamó en los medios haber contaminado a Mars Bars como parte de una campaña para obligar a la  Mars company a dejar de hacer experimentos sobre  caries en monos. El 17 de noviembre, el Sunday Mirror recibió una llamada del FLA diciendo que habían inyectado Mars Bars en tiendas de todo el país con raticida. La llamada fue seguida por una carta que contenía un Mars Bar supuestamente contaminado y la afirmación de que estos estaban a la venta en Londres, Leeds, York, Southampton y Coventry. Millones de barras fueron retiradas de los estantes y Mars detuvo la producción, con un coste de 4,5 millones de dólares para la empresa. El FLA admitió que los reclamos habían sido un engaño. Se hicieron afirmaciones similares de contaminación contra L'Oréal y Lucozade.
Las  cartas bomba fueron reclamadas por la Milicia de Derechos de los Animales (ARM), aunque la declaración inicial en noviembre de 1984 por David Mellor, entonces ministro del Ministerio del Interior, dejó en claro que era el Frente de Liberación Animal el que se había adjudicado la responsabilidad. Este es un ejemplo temprano del cambio de responsabilidad de un estandarte a otro dependiendo de la naturaleza del acto, con la ARM y Departamento de Justicia - este el último se usó por primera vez en 1993 - emergiendo como nombres para la acción directa que violaba el principio de "no dañar a los seres vivos" del FLA. Ronnie Lee, quien anteriormente había insistido en la importancia de la política de no violencia de ALF, pareció apoyar la idea. Un artículo firmado por RL, supuestamente Ronnie Lee, en el boletín informativo del Grupo de Apoyo del FLA en octubre de 1984, sugirió que los activistas establezcan "nuevos grupos ... bajo nuevos nombres cuyas políticas no excluyan el uso de la violencia hacia los abusadores de animales".
No se sabe de ningún activista haya llevado a cabo operaciones bajo los estandartes del FLA y del ARM, pero se supone que hay superposición. El experto en terrorismo Paul Wilkinson ha escrito que el ALF, el Departamento de Justicia y el ARM son esencialmente lo mismo, y Robert Garner de la Universidad de Leicester escribe que sería inútil argumentar lo contrario, dada la naturaleza del movimiento como un grupo sin líderes. Robin Webb de la Oficina de Prensa de Liberación Animal Británica ha reconocido que los activistas pueden ser las mismas personas: "Si alguien desea actuar como la Milicia de Derechos de los Animales o el Departamento de Justicia, simplemente ponga: la política del Frente de Liberación Animal, de tomar todas las precauciones razonables para no poner en peligro la vida, ya no se aplica."
Desde 1983 en adelante, una serie de bombas incendiarias estallaron en los grandes almacenes que vendían pieles, con la intención de activar los sistemas de extintores para causar daños, aunque varias tiendas fueron en parte o en su totalidad destruidas. En septiembre de 1985, dispositivos incendiarios fueron colocados bajo los coches de Sharat Gangoli y Stuart Walker, ambos investigadores de animales con la Asociación Británica de Investigación Biológica Industrial (BIBRA), destrozando ambos vehículos pero sin lesiones, y el ARM reclamó responsabilidad. En enero de 1986, el ARM dijo que había colocado dispositivos debajo de los automóviles de cuatro empleados de Huntingdon Life Sciences, programados para explotar a una hora de distancia el uno del otro. Otro dispositivo se colocó bajo el automóvil de Andor Sebesteny, un investigador del Imperial Cancer Research Fund, que lo descubrió antes de que explotara. Los siguientes grandes ataques contra investigadores individuales tuvieron lugar en 1990, cuando los automóviles de dos investigadores veterinarios fueron destruidos por sofisticados artefactos explosivos en dos explosiones separadas. En febrero de 1989, una explosión dañó el bar del Senado en La Universidad de Bristol, un ataque reivindicado por la desconocida "Animal Abused Society". En junio de 1990, con dos días de diferencia, explotaron bombas en los automóviles de Margaret Baskerville, una veterinaria que trabajaba en Porton Down, un establecimiento de defensa de la investigación química, y Patrick Max Headley, un fisiólogo de la Universidad de Bristol. Baskerville escapó sin lesiones al saltar por la ventana de su mini-jeep cuando la bomba explotó al lado del tanque de combustible. Durante el ataque a Headley, que escribió  en New Scientist sobre el uso de explosivos plásticos, un bebé de 13 meses en una silla de ruedas sufrió quemaduras repentinas, heridas de metralla y un dedo parcialmente seccionado. La ola de cartas bomba siguió en 1993, una de las cuales fue abierta por el jefe del sitio Hereford de GlaxoSmithKline, causando quemaduras a sus manos y cara. Otra vez dispositivos similares fueron interceptados en las oficinas de clasificación postal.

### Bandera falsa
La naturaleza del FLA expone su nombre al riesgo de ser utilizado por activistas que rechazan sus principios de no violencia, o por oponentes que ejecutan " operaciones bajo bandera enemiga", diseñadas para hacer que el ALF parezca violento. Esa misma incertidumbre proporciona a los auténticos activistas ALF con excuda si una operación sale mal, al negar que el acto fue "auténticamente FLA".
Varios incidentes en 1989 y 1990 fueron descritos por el movimiento como operaciones de bandera enemiga. En febrero de 1989, una explosión dañó el bar del Senado en la Universidad de Bristol, en un ataque reivindicado por la desconocida Animal Abused Society. En junio de 1990, con dos días de diferencia, explotaron bombas en los automóviles de Margaret Baskerville, una veterinaria que trabajaba en Porton Down, un establecimiento de defensa de investigación química, y Patrick Max Headley, profesor de fisiología en la Universidad de Bristol.
Ninguna entidad conocida se responsabilizó por los ataques, que fueron condenados dentro del movimiento por los derechos de los animales y por activistas del FLA. Keith Mann escribe que no parecía plausible que los activistas conocidos por fabricar dispositivos incendiarios simples usando componentes del hogar cambiaran repentinamente a interruptores de inclinación de mercurio y explosivos plásticos, y luego nunca se volviera a saber de ellos. Unos días después de los bombardeos, la desconocida "Sociedad Británica de Derechos de los Animales" se atribuyó la responsabilidad de haber colocado una bomba de clavos en un Land Rover de un cazador en Somerset. La evidencia forense llevó a la policía a arrestar al propietario del vehículo, quien admitió que había bombardeado su propio automóvil para desacreditar al movimiento por los derechos de los animales, y pidió que se tomaran en consideración dos delitos similares. Fue encarcelado por nueve meses. Los bombarderos de Baskerville y Headley nunca fueron detenidos.
En 2018, la London Metropolitan Police se disculpó por las actividades de uno de sus agentes encubiertos que se había infiltrado en el grupo. Un oficial de policía que usaba el nombre "Christine Green" había participado en la liberación ilegal de un gran número de  visones de una granja en Ringwood en 1998. La misión había sido aprobada por altos oficiales de la policía.

## 1996 - presente
La destrucción de la propiedad comenzó a aumentar sustancialmente después de que varias campañas de alto perfil cerraran las instalaciones que se consideraban abusivas para los animales. Consort Kennels, un criadero de  beagles para pruebas con animales; Hillgrove Farm, que criaba gatos; y Newchurch Farm, que criaron cobayas, se cerraron después de ser blanco de campañas por los derechos de los animales que parecían involucrar al FLA. En el Reino Unido, en el ejercicio económico de 1991-1992 se destruyeron alrededor de 100 camiones de carne refrigerados por dispositivos incendiarios a un coste de alrededor de 5 millones de libras. Las cerraduras de las carnicerías se taponaban, las carnes envueltas en plástico se perforaban en los supermercados, se incendiaban los mataderos y los camiones frigoríficos.
En 1999, los activistas de ALF se involucraron en la campaña internacional Stop Huntingdon Animal Cruelty (SHAC) para cerrar Huntingdon Life Sciences (HLS), el mayor laboratorio de experimentación animal de Europa. El Southern Poverty Law Center, que supervisa el extremismo interno de EE. UU. describió el "modus operandi" de SHAC como «tácticas francamente terroristas similares a las de los antiabortistas extremistas». El activista del FLA Donald Currie fue encarcelado durante 12 años y puesto en libertad condicional en diciembre de 2006 después de ser declarado culpable de colocar bombas caseras en la puerta de los empresarios con enlaces con el HLS. El director de HLS Brian Cass fue atacado en febrero de 2001, un ataque tan serio que el detective inspector jefe Tom Hobbs de la policía de Cambridgeshire dijo que solo por pura suerte no estaban comenzando una investigación por intento de asesinato. David Blenkinsop fue uno de los condenados por el ataque, alguien que en el pasado había llevado a cabo acciones en nombre del FLA.
También en 1999, un periodista independiente, Graham Hall, que se hizo pasa por activista, dijo que había sido atacado después de producir un documental crítico con el FLA, que se emitió en Channel 4. El documental mostraba al oficial de prensa del FLA, Robin Webb, aparentemente aconsejando sobre cómo hacer un artefacto explosivo improvisado, aunque Webb dijo que sus comentarios se habían sacado de contexto. Hall dijo que, como resultado del documental, fue secuestrado, atado a una silla y con las letras "ALF" marcadas en su espalda, antes de ser liberado 12 horas después con una advertencia de no contarlo a la policía.
En junio de 2006, el FLA se atribuyó la responsabilidad de un ataque con bomba incendiaria contra la investigadora de la UCLA Lynn Fairbanks, después de que se colocara una bomba incendiaria en la puerta de una casa ocupada por su inquilino de 70 años. De acuerdo con el FBI, era lo suficientemente poderosa como para haber matado a los ocupantes, pero no pudo encenderse. El oficial de prensa de liberación animal Jerry Vlasak dijo sobre el ataque: «La fuerza es una segunda opción pobre, pero si eso es lo único que funcionará ... ciertamente hay una justificación moral para eso». A partir de 2008, los activistas llevaban cada vez más protestas a las casas de los investigadores, organizando "manifestaciones caseras", que pueden implicar hacer ruido durante la noche, escribir consignas en la propiedad de los investigadores, romper ventanas y difundir rumores a los vecinos.

### Operación Backfire
El 20 de enero de 2006, como parte de la Operation Backfire, el Departamento de Justicia de los EE. UU. anunció cargos contra nueve estadounidenses y dos activistas canadienses que se hacen llamar la "familia". Al menos 9 de los 11 se declararon culpables de conspiración en una cadena de 20 incendios de 1996 a 2001 con un daño total de 40 millones de dólares. El Departamento de Justicia llamó a los actos ejemplos de terrorismo doméstico. Los activistas ambientales y de derechos de los animales se han referido a la acción legal como el Green Scare. Los incidentes incluyeron ataques incendiarios contra plantas procesadoras de carne, compañías madereras, una línea eléctrica de alta tensión y centros de esquí en Oregón, Wyoming, Washington, California y Colorado entre 1996 y 2001.